# Кремнюха
Кремню́ха (каз. Кремнюха) — село у складі Алтайського району Східноказахстанської області Казахстану. Входить до складу Нікольського сільського округу.
Населення — 110 осіб (2021; 231 у 2009, 310 у 1999, 345 у 1989).
Національний склад станом на 1989 рік:
- казахи — 48 %
- росіяни — 46 %